# O.O.P.S. Vol II (Over Other Peoples Shit)
 (octobre 2024).
Si vous disposez d'ouvrages ou d'articles de référence ou si vous connaissez des sites web de qualité traitant du thème abordé ici, merci de compléter l'article en donnant les références utiles à sa vérifiabilité et en les liant à la section « Notes et références ».
Albums de Nine
Cloud Nine
(1996) Return of the Hardcore: Songs Recorded 1999-2003
(2007)

O.O.P.S. Vol II (Over Other Peoples Shit) est une mixtape du rappeur Nine, sortie en 2007. 

## Liste des titres
| No  | Titre                          | Durée |
| --- | ------------------------------ | ----- |
| 1.  | Intro (featuring DJ Who Cares) | 1:53  |
| 2.  | Godzilla                       | 3:01  |
| 3.  | They So Lame                   | 2:46  |
| 4.  | Four                           | 1:59  |
| 5.  | Just Like Them                 | 2:38  |
| 6.  | Make U Luv Me                  | 3:20  |
| 7.  | Mama                           | 2:18  |
| 8.  | Troubleman                     | 2:37  |
| 9.  | If I Was a Call Nigga          | 1:48  |
| 10. | Yes/No                         | 2:12  |
| 11. | Kill 'Em Again                 | 1:58  |
| 12. | Give It Ta Me                  | 2:40  |
| 13. | Attention                      | 2:09  |
| 14. | Look at Me                     | 2:07  |
| 15. | Finally                        | 2:18  |
| 16. | Dead Serious                   | 2:09  |
| 17. | Razor Under My Tongue          | 2:17  |
| 18. | I'm Goin' In                   | 2:30  |
| 19. | Babygirl                       | 2:02  |